# Macedoni in Bosnia ed Erzegovina
Per macedoni in Bosnia ed Erzegovina si intendono le persone appartenenti al gruppo etnico dei macedoni che risiedono in Bosnia ed Erzegovina.
Secondo l'ultimo censimento jugoslavo in Bosnia ed Erzegovina del 1991, erano presenti 1 596 macedoni nel paese.
Il censimento del 2013 ha contato 738 membri della minoranza nazionale macedone.

## Storia
I macedoni hanno iniziato a migrare nel territorio dell'odierna Bosnia ed Erzegovina all'inizio del XX secolo.
Una nuova ondata di macedoni seguì nel periodo successivo alla seconda guerra mondiale, quando sia la Bosnia-Erzegovina che la Macedonia del Nord facevano parte della neonata Repubblica Socialista Federale di Jugoslavia.
I macedoni si stabilirono principalmente nelle città, ovvero Banja Luka, Sarajevo, Zenica, Bijeljina, Doboj, Derventa, Mostar, Zvornik, Prijedor e altri luoghi.

## Organizzazioni
I macedoni della Bosnia ed Erzegovina hanno fondato due organizzazioni, la prima è stata fondata a Sarajevo nel 1992. L'altra, l'Associazione dei Macedoni della Repubblica Srpska, è stata fondata nel 2002 e ha sede a Banja Luka.